# Functioneel analytische psychotherapie
Functioneel analytische psychotherapie (FAP) is een relatief nieuwe vorm van gedragstherapie die voortkomt uit de toegepaste gedragsanalyse en zich primair richt op het optimaal gebruik maken van de therapeutische interactie tussen cliënt en therapeut, zoals deze zich in de therapiesessie zelf voordoet. Verondersteld wordt dat daarmee de meest directe vormen van bekrachtiging zich kunnen voordoen, waardoor de therapeutische impact het sterkst zal zijn.

## Werkwijze
Binnen FAP wordt gestreefd naar een therapeutische relatie waarin de cliënt kan experimenteren met nieuw gedrag in een veilige omgeving. De therapeut observeert het (verbale) gedrag van de cliënt, en interpreteert het in termen van zogenaamde funtionele analyses: wat zijn de situationele aspecten waarin het gedrag zich voordoet, en wat zijn de bekrachtigers die het in stand houden? Vervolgens kan elk van deze onderdelen beïnvloed worden, om te onderzoeken wat het effect is op het functioneren.
In de praktijk kan dit betekenen dat bijvoorbeeld een subassertieve cliënt uitgedaagd wordt om zich assertief te gedragen richting de therapeut zelf (in plaats van dit alleen buiten de deuren van de therapieruimte te oefenen). Een cliënt die moeite heeft met het aangaan van intieme relaties wordt uitgedaagd om de intimiteit van de therapeutische relatie te onderzoeken, waarbij uiteraard de ethische grenzen goed bewaakt worden.
FAP stelt hoge eisen aan de therapeut: het is een zeer interactionele therapie waarin de therapeut zichzelf actief als instrument dient in te zetten. Daarnaast zijn therapeutische instrumenten beschikbaar die de therapeut kunnen helpen om FAP uit te voeren.

## Theoretische achtergrond
De theoretische basis van FAP is het radicaal behaviorisme of functioneel contextualisme, zoals geformuleerd door B.F. Skinner. Uitgangspunt hierbij is dat verbaal gedrag onder invloed staat van omgevingsfactoren (discriminatieve stimuli), verschillende vormen kan aannemen (zogenaamde 'tacs' of 'mands'), en in frequentie toeneemt bij bekrachtiging. Het functioneel contextualisme is een zogeheten 'a-ontologische' benadering, wat betekent dat er geen uitspraken gedaan worden over de realiteit op zich. Iets is 'waar' als het werkt en niet als het iets zegt over wat 'echt is'.
FAP valt onder de zogeheten derde generatie gedragstherapieën, een stroming binnen de gedragstherapie die zich richt op het beïnvloeden van gedrag door verandering van context. Andere voorbeelden van deze stroming zijn Acceptance and commitment therapy (ACT), dialectische gedragstherapie en mindfulness.

## Onderzoek
De werkzaamheid van FAP is aangetoond bij obsessieve klachten, depressie, fibromyalgie, persoonlijkheidsstoornissen, chronische stress, chronische pijn, psychotrauma en seksueel misbruik.